# 大竹謙治
大竹 謙治（おおたけ けんじ、1878年〈明治11年〉11月12日 - 1956年〈昭和31年〉12月16日）は、日本の政治家。衆議院議員（1期）。

## 経歴
新潟県頚城郡、のちの中頸城郡大瀁村（頸城村を経て現上越市）出身。東京高等商業学校で学ぶ。中頸城郡議、同参事会員、頸城鉄道、頸城倉庫各(株)社長、(財)高田病院理事長となる。
1924年（大正13年）第15回衆議院議員総選挙において新潟12区から立憲政友会公認で立候補して当選した。1928年（昭和3年）第16回衆議院議員総選挙において新潟4区から立候補したが次点で落選した。1956年に死去した。